# Entodon cupressiformis
Entodon cupressiformis là một loài rêu trong họ Entodontaceae. Loài này được Hampe mô tả khoa học đầu tiên năm 1865.